# Телефонный спам
Телефонный спам, англ. call spam, SPIT (SPam over Ip Telephony) — незапрошенные телефонные звонки, спам путём автоматического обзвона, обычно с использованием технологии VoIP по протоколу SIP. От классического спама, распространяемого через электронную почту, он отличается путём распространения.
Классическим вариантом телефонного спама является телемаркетинг.
Телефонный спам используется вишерами.